# Équipe de Mongolie de rugby à XV
L'équipe de Mongolie de rugby à XV rassemble les meilleurs joueurs de rugby à XV de Mongolie sous le patronage de la Fédération mongole de rugby à XV, la Mongolian Rugby Football Union (MRFU).

## Histoire
Le premier match officiel a eu lieu en 2009, le 9 juin au sein des compétitions régionales du Tournoi asiatique des Cinq Nations, contre le Kirghizistan. Le match se conclut par une défaite 38 à 21.
Mais c'est surtout à la fin des années 2010, que l'équipe commence à s'affirmer sur la scène continentale, avec notamment en 2019 une victoire contre Taïwan, qui évolue dans la Division 1 du championnat d'Asie.
Pays où les sport de combats sont très pratiqués, créant ainsi des profils proches de ceux demandés par le rugby, la Mongolie fait figure de nation ambitieuse du rugby asiatique — malgré sa  faible population — la fédération ayant notamment trouvé un sponsor de premier plan pour son équipe nationale.

## Palmarès
- Coupe du monde
  - 1987 : pas invitée
  - 1991 : pas concouru
  - 1995 : pas concouru
  - 1999 : pas concouru
  - 2003 : pas concouru
  - 2007 : pas concouru